# فیل‌سان قارون
فیل‌سان قارون یا موریس‌دد (نام علمی: Moeritherium) نام یک سرده از راسته خرطوم‌داران است.
بازمانده‌های این فیل‌سان در منطقه دریاچه قارون مصر یافت شده‌است.